# David Prodan
David Prodan (n. 13 martie 1902, satul Cioara, azi Săliștea, județul Alba – d. 11 iunie 1992, Cluj) a fost un istoric român, academician, bibliotecar, profesor universitar, specialist în istoria Transilvaniei.